# 신련포역
신련포역(新蓮浦驛)은 조선민주주의인민공화국 평안남도 순천시 련포동에 위치한 평라선의 역이다. 여객과 화물을 모두 취급한다.

## 연혁
- 1930년 11월 16일: 평원선 봉하역(鳳下驛)으로 영업 개시[2]
- 일자 불명: 신련포역으로 개칭
- 일자 불명: 평라선으로 편입